# National Portrait Gallery
La National Portrait Gallery (en español: Galería Nacional de Retratos) es uno de los museos más famosos de Londres.
Su colección está formada por retratos de personajes destacados de la historia; el edificio está construido justo detrás de la National Gallery.

## La colección
Fue fundada en 1856 con el espíritu victoriano del idealismo y la educación a través del ejemplo; el objetivo de la colección era reunir retratos de los grandes y poderosos de Gran Bretaña para que inspiraran a otros. La colección incluye fotografías y pinturas, además de caricaturas, dibujos y esculturas. La National Portrait Gallery alberga, entre otros retratos famosos, el Retrato Chandos, posiblemente la imagen más conocida de William Shakespeare.
No todos los retratos son excepcionales artísticamente, como sí lo son los de Anton van Dyck o los autorretratos de William Hogarth, Sir Joshua Reynolds y otros artistas británicos importantes. Otros, como un retrato de grupo de los participantes en la conferencia de Somerset House de 1604, son importantes al ser un documento histórico. Así, a menudo, el valor de un trabajo como curiosidad o documento es mayor que su valor artístico, como en el caso del retrato anafórmico de Eduardo VI de William Scrots, o una escultura de la Reina Victoria y su marido el príncipe Alberto de Sajonia-Coburgo-Gotha con ropa medieval. 
En un principio, para que el retrato se incluyera en la colección, el personaje debía haber muerto. En la actualidad esta norma no se cumple, y se pueden ver retratos del jugador de fútbol Bobby Charlton, del rey Carlos III del Reino Unido cuando Príncipe de Gales o su madre la reina Isabel II.
La Galería se mudó a su edificio actual, al norte de Trafalgar Square, en 1896. El edificio fue diseñado por Ewan Christian en un estilo neorrenacentista, y fue construido por Shilliote & Son; ha sido ampliado en dos ocasiones. La primera ampliación fue inaugurada por Lord Duveen en 1933, y se trata de un ala que recorre Orange Street; la segunda ampliación abrió en 2000 y fue realizada por Christopher Ondaatje. El ala Ondaatje ocupa un espacio situado entre los edificios del siglo XIX de la National Gallery y el edificio de la National Portrait Gallery, y es notable por su escalera mecánica de dos pisos que lleva a los visitantes a la parte más antigua de la colección, los retratos de los Tudor.
En enero de 2008, la Galería recibió la mayor donación de su historia, 5 000 000 de libras, hecha por el millonario estadounidense Randy Lerner.
Actualmente la colección de la National Portrait Gallery está compuesta por unos 10 000 objetos, entre cuadros, esculturas, caricaturas y dibujos.

## Directores
- George Scharf - 1857-1894/5
- Lionel Cust - 1895-1909
- Charles John Holmes - 1909-1916
- James Milner - 1917-1927
- Sir Henry Hake - 1927-1951
- Charles Kingsley Adams - 1951-1964
- David Piper - 1964-1967
- Roy Strong - 1967-73
- John Hayes - 1974-94
- Charles Saumarez Smith - 1994-2002
- Sandy Nairne - 2002-presente

## Galería de obras

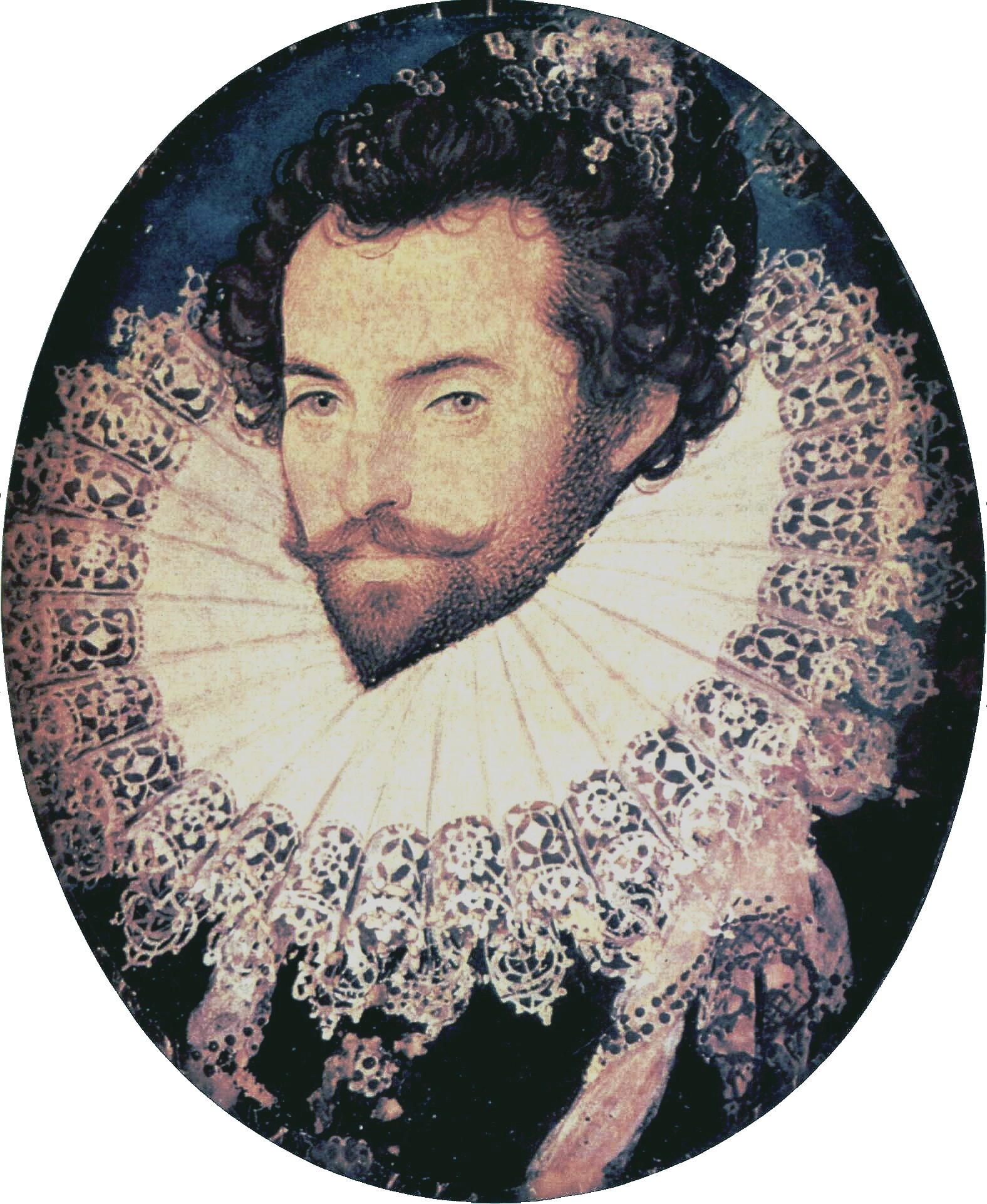
Retrato de sir Walter Raleigh, miniatura de Nicholas Hilliard
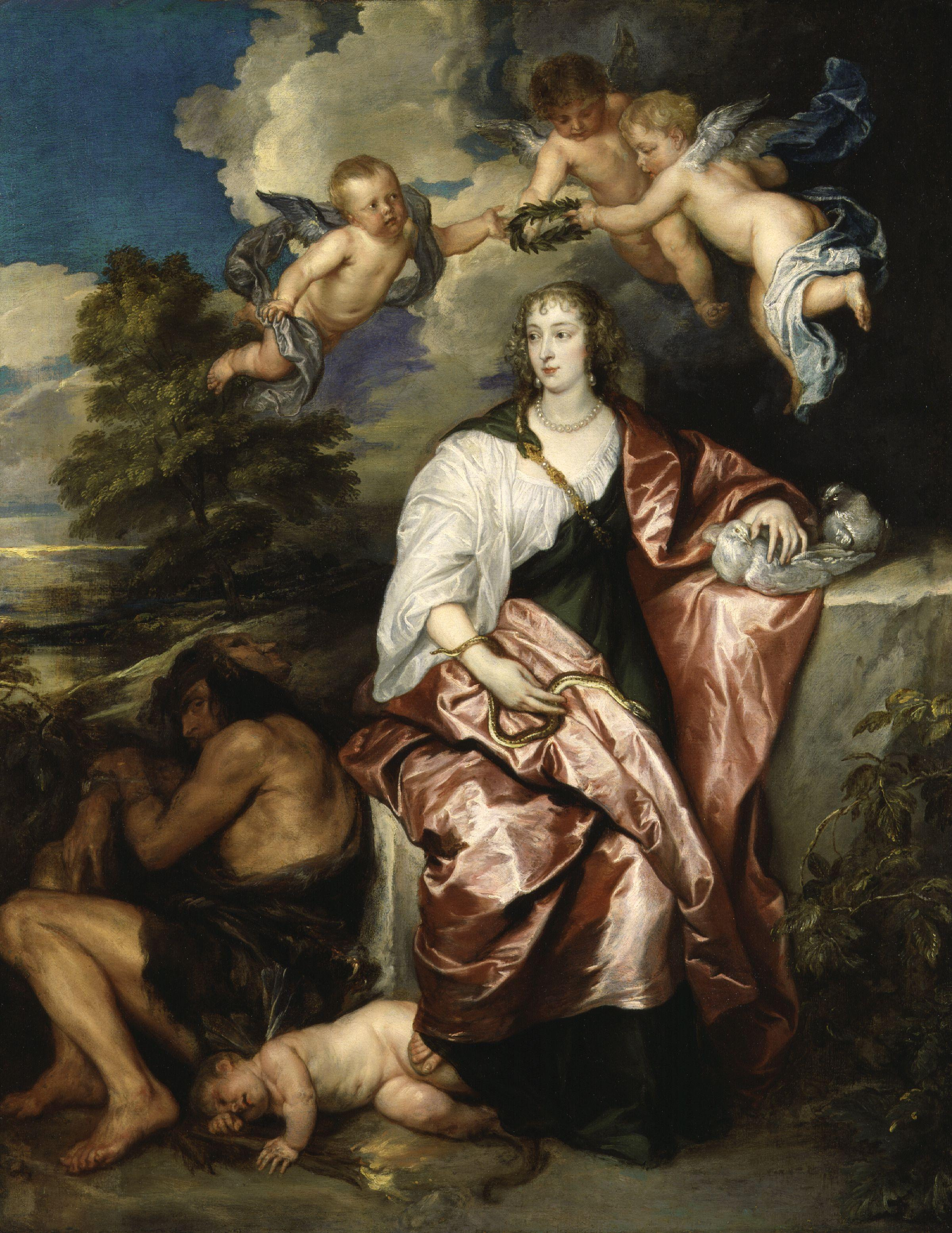
Retrato alegórico de lady Digby, por Anton van Dyck
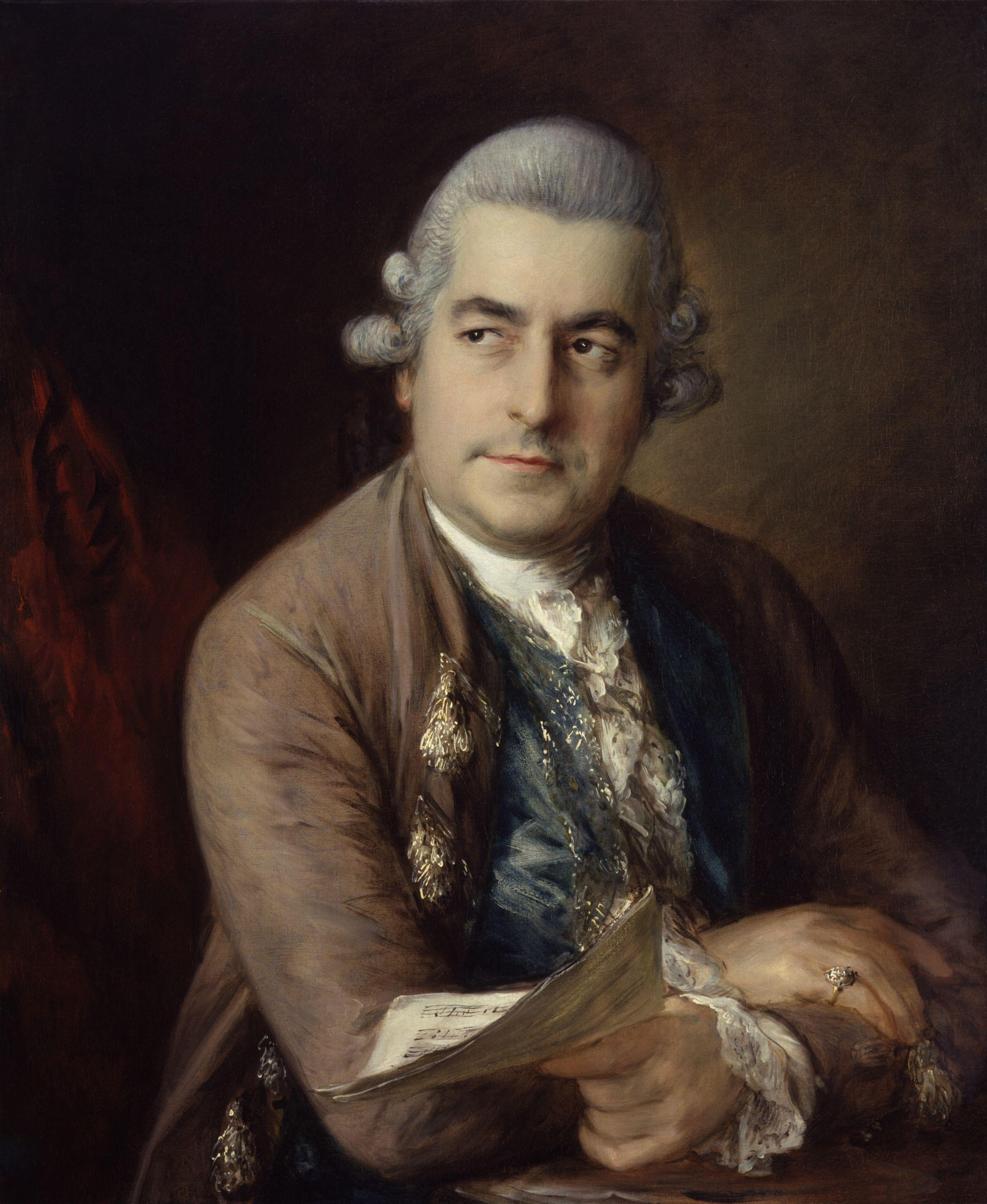
Johann Christian Bach, obra de Thomas Gainsborough
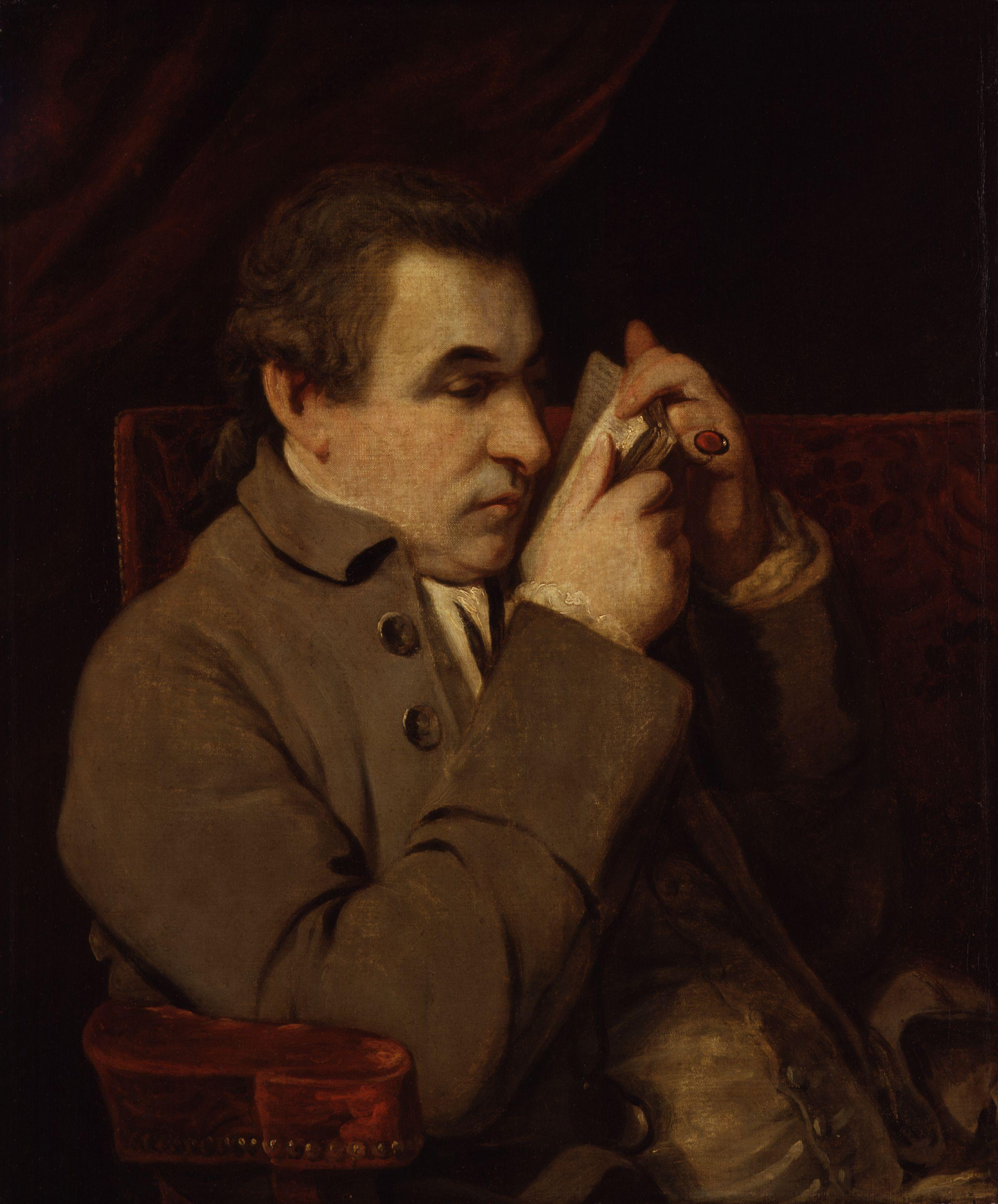
Giuseppe Baretti, por Joshua Reynolds